# Oh Cecilia (Breaking My Heart)
Oh Cecilia (Breaking My Heart) è il quinto singolo estratto dall'album di debutto della band The Vamps, Meet The Vamps.
Il brano è stato scritto da Bradley Simpson, James McVey, Tristan Evans, Connor Ball, Amund Björklund, Espen Lind, Paul Simon, Keinan Warsame e Christopher Michaud.
Il video è stato girato in Spagna nella spiaggia di Malaga.

## Tracce
CD singolo 1
1. Oh Cecilia (Breaking My Heart) – 3:14
2. Teenagers (My Chemical Romance cover)
3. Dear Maria, Count Me In / Sugar, We're Goin Down (All Time Low cover) (Medley)
4. Girls On TV (Live from The O2)

DVD
1. Oh Cecillia (Breaking My Heart) (feat. Shawn Mendes) (Music video)
2. Carry On Vamping - The Making Of 'Oh Cecilia' (Breaking My Heart) (Documentary)

EP digitale
1. Oh Cecillia (Breaking My Heart) (feat. Shawn Mendes) – 3:14
2. Hurricane – 3:19